# Димитрије Станилоје
Димитрије Станилоје (рум. Dumitru Stăniloae; Владени, 29. новембар 1903 — Букурешт, 4. октобар 1993) био је румунски теолог, учитељ, професор, преводилац, писац, новинар и свештеник Румунске православне цркве у чину протојереја-ставрофора.
Био је дописни члан (од 1990) и редовни члан Румунске академије (од 1991). Као један од најугледнијих хришћанских теолога друге половине 20. века, уживао је непревазиђен ауторитет у земљи и иностранству и називан је „патријархом румунске теологије”.
Званично је канонизован и прибројан лику светих Румунске православне цркве 4. фебруара 2025. године.

## Биографија
Од 1917. студирао је у исповедном хуманитарном лицеју Андреја Шагуне. Приступио је 1922. године Универзитету у Черновцима. Разочаран квалитетом уџбеника и наставних метода, годину дана касније напустио је универзитет. 1923-1924 похађао је предавања на Филолошком факултету Универзитета у Букурешту. Дипломирао је 1927. године на Универзитету у Чернивци. Његов дипломски рад био је посвећен питању крштења деце.
Са румунског језика је епископ канадски Митрофан превео на српски више његових дела.

## Дела
- Католицизам после рата, Сибиу, 1932.
- Живот и учење Григорија Паламе, Сибиу, 1938.
- Православље и румунство, Сибиу, 1939.
- Исус Христ или обнова човека, Сибиу, 1943.
- Филокалија (превод) у 9 томова
- Униатизам у Трансилванији, покушај поделе румунског народа, Букурешт, 1973.
- Уговор о православној догматској теологији, Букурешт, 1978.
- Диеу Ест Амоур, Женева, 1980.
- Теологија и црква, Њујорк, 1980.
- Молитва, слобода, светост. Атина, 1980.
- Православна духовност, Букурешт, 1981.
- Морал и православно богословље, 2 тома, Букурешт, 1981.
- Свети Григорије Ниски – Дела (превод), Букурешт, 1982.
- Православна догматика, 1985.
- Духовност причешћем у православној литургији, Крајова, 1986.
- Вечно лице Божије, Крајова, 1987.
- Атанасије Велики – Дела (превод), Букурешт, 1987.
- Студије из православног догматског богословља (Христологија Св. Максима Исповедника, Човек и Бог, Св. Симеон Богослов, * Химне љубави Божије), Крајова, 1991.
- Свети Кирило Александријски – Дела (превод), Букурешт, 1991.